# Japońska Partia Komunistyczna
Japońska Partia Komunistyczna (jap. 日本共産党 Nihon-kyōsan-tō) – komunistyczna partia polityczna w Japonii.

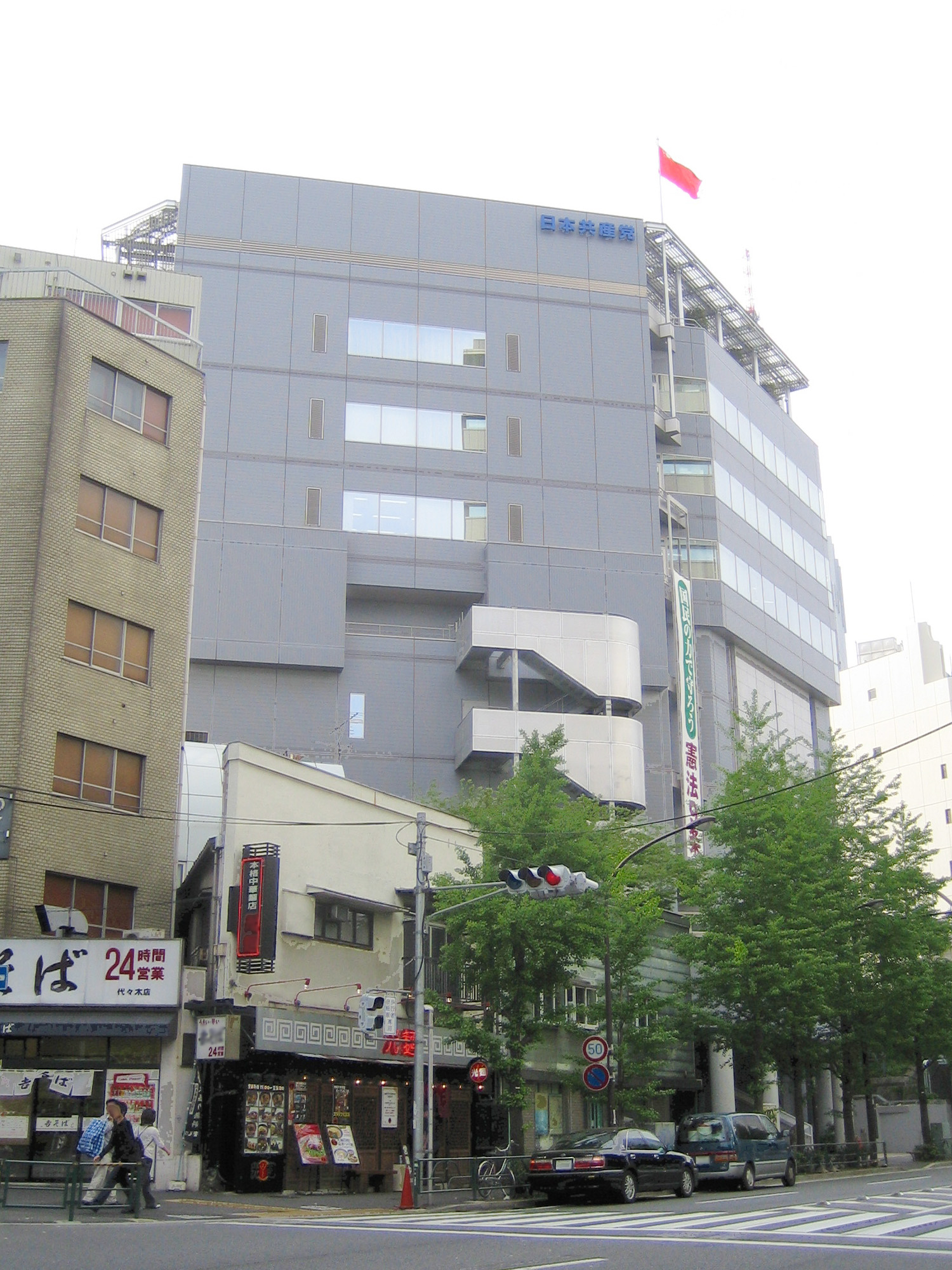
Siedziba JCP

Ma około 400 tys. członków i 6 milionów elektoratu. Od 2000 roku przewodniczącym jest Kazuo Shii.

## Historia
JCP została założona 15 lipca 1922 jako podziemne stowarzyszenie polityczne. Była jednak prawnie nielegalna i poddana represjom. W okresie II wojny światowej była to jedyna partia polityczna w Japonii, która sprzeciwiała się zaangażowaniu Japonii w konflikt. Została zalegalizowana w czasie amerykańskiej okupacji Japonii w 1945. W 1949 roku zdobyła 10 procent głosów i uzyskała 35 miejsc w parlamencie. W 1950 Związek Radziecki ostro skrytykował jej parlamentarną strategię. Do końca dekady partia nigdy nie zdobyła więcej niż 3 procent głosów i dwa miejsca w parlamencie. Mimo to miała silne poparcie wśród wielu intelektualistów.
Partia nie zajęła stanowiska w czasie chińsko-radzieckiego rozłamu w 1960. W połowie lat 60. Departament Stanu USA szacował liczbę członków partii na około 120 tysięcy.
W wyborach w grudniu 1979 do izby niższej parlamentu uzyskała 5,497,000 głosów (10,5% ogółu) i zdobyła 38 mandatów (7,7% ogółu). Partia otrzymała podobny poziom poparcia w 1976 i 1979, a tylko nieznacznie niższy w 1980. W wyborach w 1996 i 2000 uzyskała ponad 12% głosów.
JCP utrzymała stosunkowo duże poparcie wyborców częściowo z powodu upadku Japońskiej Partii Socjalistycznej, głównej partii opozycyjnej.
W wyborach do Izby Radców w 2014, partia uzyskała 6,062,962 głosów (11,4% ogółu), stając się tym samym piąta siłą w japońskiej Izbie Reprezentantów. W wyborach do izby wyższej w 2016 roku, partia uzyskała 6,016,245 głosów (10,7% ogółu) zdobywając 14 mandatów.

## Program
Proponuje przejście od kapitalizmu do socjalizmu. Sprzeciwia się umowie TPP.
Opowiada się za wycofaniem z Japonii wojsk amerykańskich i zniesieniem monarchii.
Popiera związki partnerskie dla par jednopłciowych.

## Wyniki wyborów

### Izba Radców
| Rok  | Głosy     | % głosów | Mandaty | ± (%)       |
| ---- | --------- | -------- | ------- | ----------- |
| 1947 | 610,948   | 2,9      | 4/250   | nowa partia |
| 1950 | 1,333,872 | 4,8      | 4/260   | 1,9         |
| 1953 | 293,877   | 1,1      | 2/260   | 3,7         |
| 1956 | 599,254   | 2,1      | 2/254   | 1           |
| 1959 | 551,916   | 1,9      | 3/254   | 0,2         |
| 1962 | 1,123,947 | 3,1      | 4/254   | 1,2         |
| 1965 | 1,652,364 | 4,4      | 6/254   | 1,3         |
| 1968 | 2,146,879 | 5,0      | 7/251   | 0,6         |
| 1971 | 3,219,307 | 8,1      | 10/251  | 8,1         |
| 1974 | 4,931,650 | 9,4      | 19/260  | 1,3         |
| 1977 | 4,260,050 | 8,4      | 16/252  | 1           |
| 1980 | 4,072,019 | 7,3      | 12/252  | 1,1         |
| 1983 | 4,163,877 | 8,9      | 14/252  | 1,6         |
| 1986 | 5,430,838 | 9,5      | 16/252  | 0,6         |
| 1989 | 3,954,408 | 7,0      | 14/252  | 1,5         |
| 1992 | 3,532,956 | 7,9      | 11/252  | 0,9         |
| 1995 | 3,873,955 | 9,5      | 14/252  | 1,6         |
| 1998 | 8,195,078 | 14,6     | 23/252  | 5,1         |
| 2001 | 4,329,210 | 7,9      | 20/247  | 6,3         |
| 2004 | 4,363,107 | 7,8      | 9/242   | 0,1         |
| 2007 | 4,407,937 | 7,5      | 7/242   | 0,3         |
| 2010 | 3,563,556 | 6,1      | 6/242   | 1,4         |
| 2013 | 5,154,055 | 9,7      | 11/242  | 3,6         |
| 2016 | 6,016,245 | 10,7     | 14/242  | 1           |
| 2019 | 4,483,411 | 9,0      | 13/242  | 1,7         |